# Тома Петров
Тома Антов Петров е български общественик и политик, деец на Македонската младежка тайна революционна организация.

## Биография
Роден е в Скопие на 19 февруари 1904 година. Първоначално учи в родния си град, след което записва висше образование в Белград. Деец е на ММТРО, заради която дейност е изключен от университета и е осъден на шест месеца затвор. В 1927 година е сред преследваните по време на Скопския студентски процес, като е жестоко бит. Успява да избяга тайно от Югославия  и заминава за Швейцария. През 1929 година вече се намира във Франция, където записва и завършва право с докторат. През 1939 година получава френско гражданство, което обаче му е отнето през 1943 година.
След освобождението на Вардарска Македония в 1941 година е сред основателите на общогражданския национален клуб в Скопие и по-късно негов председател. В 1942 година става помощник областен управител на Скопска област, а в 1944 година – областен управител. Председател е на Дружеството на пострадалите през сръбския режим.